# Barbirey-sur-Ouche
Barbirey-sur-Ouche è un comune francese di 280 abitanti situato nel dipartimento della Côte-d'Or nella regione della Borgogna-Franca Contea.

## Società

### Evoluzione demografica
Abitanti censiti